# Paolo Animuccia
Paolo Animuccia, né à la fin du XVe siècle ou au début du XVIe siècle à Florence et mort à Rome vers 1563, est un compositeur italien de la Renaissance.
Frère de Giovanni Animuccia, il a été maître de chapelle à la Basilique Saint-Jean-de-Latran à Rome de 1550 à 1552, puis musicien à la cour d'Urbino. Il était un auteur apprécié de madrigaux.